# گروسر پلونر زه (آمت)
گروسر پلونر زه (آمت) (به آلمانی: Amt Großer Plöner See) یک منطقهٔ مسکونی در آلمان است که در شلسویگ-هولشتاین واقع شده‌است. گروسر پلونر زه  ۷٬۹۴۲ نفر جمعیت دارد.